# Timmy-tid
Timmy-tid (Engelsk: Timmy Time) er en børneserie, der sendes på DR Ramasjang bl.a. om morgenen. Den handler om fåret Timmy, som også optræder i F for Får (engelsk Shaun the Sheep) og hans venner. Timmy er et lille lam med en kort forstand som der synges i intromelodien. Han går i børnehave sammen med sine venner som selvfølgelig også er dyr. Ungerne leger, spiser og sover som i en almindelig børnehave, og ligesom i en almindelig børnehave lærer de undervejs i historierne nogle sociale færdigheder som f.eks. at dele sit legetøj med andre. Det er en meget moralsk serie, der selvfølgelig hver gang ender med at Timmy gør det rigtige.

## Karakterer
- Timmy, hovedpersonen, som er et tre-årigt lam. Han elsker at blive lagt mærke til. Han kommer også ud for mange problemer, men havde lærer af sine fejl. Timmys lyd er baaa.
- Harriet er en hejre. Hun er en af lærerne i børnehaven. Harriets lyd er squawk.
- Osbourne er en ugle. Han er også lærer i børnehaven, og er også far til Otus. Osbournes lyd er hoot-hoot.
- Yabba er en ælling, hun vil gerne være i rampelyset som Timmy, men de er gode venner. Yabbas lyd er quack.
- Paxton er en gris. Han er kendt for sin appetit og store vægt, som man også kan se i serien. Paxtons lyd er oink.
- Mittens er en kat, og er Timmys kæreste. Som andre katte hader hun, at hendes pels bliver våd. Mittens' lyd er mee-ew.
- Ruffy er en hund, der er fuld af energi, men kan godt være lidt langsom til at forstå tingene. Ruffys lyd er rowf.
- Apricot er et pindsvin. Hun er meget bange for de fleste ting, og siger sjældent noget. Når hun bliver bange, ruller hun sig sammen til en kugle. Apricots lyd er ee-oo.
- Stripey er en grævling. Han er meget langsom og søvnig. Stripeys lyd er eh-eh.
- Kid er en ged, der for alvor spiser næsten alting, og han er ligeglad med, hvad det er. Kids lyd er miih.
- Otus er en ugle, og er søn til Osbourne. Da han er søn til ham, efterligner han tit hans bevægelser. Otus' lyd er too-hoo.
- Finlay er en ræv, som er fuld af energi. Finlays lyd er yip-yap.
- Bumpy er en larve. Han er dog ikke en del af klassen, men optræder sommetider ude i gården, hvor de leger. Han har ikke nogen rigtig lyd, dog en lille spindende lyd.